# Cabo Hafun
El cabo Hafun (en somalí, Ras Hafun o Raas Xaafuun) es un cabo de la costa oriental de África localizado en aguas del océano Índico, destacado por ser el punto más oriental del África continental. 
Administrativamente, pertenece a la República de Somalia.

## Geografía
La península de Hafun es una pequeña península de tierras bajas de cuarenta kilómetros de longitud localizada en la región de Bari, en el norte de Somalia. La península está conectada al continente por un istmo de arena de unos veinte kilómetros de largo, 1-3 km de ancho y solamente cinco metros de altura. Este istmo está bordeado por la localidad de Foar, al oeste, y el pueblo de pescadores de Hafun, de unos 5000 habitantes, al este. El distrito está principalmente habitado por los Cisman Mahmoud.
La península está localizada algo al sur del conocido cabo Guardafui, el vértice oriental del Cuerno de África que da paso al golfo de Aden.
Oceanográficamente, la Organización Hidrográfica Internacional considera que el cabo Hafun es el punto de división entre el mar Arábigo y el océano Índico.

## Historia

### Hafun en la Antigüedad (Opone)

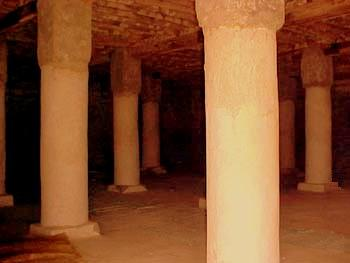
Antigua mezquita en Hafun, Somalia.

Se cree que Ras Hafun es la ubicación del antiguo centro comercial de Opone. Opone es mencionado en la obra anónima Periplo del mar Eritreo, escrita en el siglo I a. C., como un puerto ubicado estratégicamente en la ruta comercial que se extendía a lo largo del borde del océano Índico. Comerciantes de lugares tan alejados como Indonesia y Malasia ya habrían pasado por Opone. Ya en el año 50 de nuestra era, era bien conocido como un centro del comercio de la canela, además del trueque de clavo de olor y otras especias, marfil, pieles de animales exóticos e incienso.
Se han encontrado elementos cerámicos del Antiguo Egipto, Roma y del golfo Pérsico en el lugar por parte de un equipo arqueológico de la Universidad de Míchigan. En la década de 1980, el Instituto Británico en África Oriental recuperó cerámicas preislámicas parto-sasánidas en Hafun, que fueron datadas del siglo I a. C. y de la segunda mitad del siglo V.

## El moderno Hafun
Hafun tiene hoy una población de unos 2500 pescadores. El 26 de diciembre de 2004, la ciudad fue golpeada por un tsunami causado por el terremoto del océano Índico de 2004. Fue la zona más afectada en el continente, y el único lugar al oeste del subcontinente indio donde las olas se apartaron de la orilla antes de precipitarse a tierra. La baja parte occidental de la ciudad (que se encuentra a unos 2 metros sobre el nivel del mar) se inundó y se informó que 812 casas fueron destruidas y otras 400 dañadas; 19 cuerpos fueron recuperados y otros 160 habitantes fueron dados como desaparecidos. Algunas partes del istmo de arena se inundaron, pero el espigón no fue sobrepasado por las olas.